# Somogytúr
Somogytúr község Somogy vármegyében, a Fonyódi járásban.

## Fekvése
A település a Szigetvár-Kaposvár-Balatonszemes közt húzódó 67-es főút közelében fekszik. Déli részén válik ketté a főút régi és 2007-ben átadott új, településeket elkerülő nyomvonala; a szétválástól a régi nyomvonal 6713-as útként húzódik északnak, Balatonlelle felé. Közigazgatási területét egy-egy rövid szakaszon érinti az Andocs-Látrány közti 6514-es út, a nyúlfarknyi 6515-ös út, valamint a 6714-es út is.
Jellegzetes somogyi falu, a hegyes-völgyes ligetekkel tarkított környékével mindössze 12 kilométerre van Balatonlellétől. Onnan és a megyeszékhelyről is könnyen megközelíthető, ugyanis átvezet rajta a 67-es főútvonal régi nyomvonala. A legközelebbi vasútállomás Balatonlellén van.
A település szőlőtermő területei a Balatonboglári borvidék részét képezik.

## Története
Somogytúr kétszer élte fénykorát. Először a török megszállás előtt, majd a 18. századi betelepítések után.
Okleveleinkben a Túri puszta 1082-ben szerepel először az oklevelekben Tuuri puszta írásmóddal, mint veszprémi káptalan birtoka. Az 1200-as években templomos helyként említik. Egy 1280-ban keletkezett adománylevél szerint szőlőben és halastavakban bővelkedett. A 15. század végén pedig már mint több köznemesi család birtoka, vásárszabadalmat nyert mezőváros. A török időkben jogot formált rá a fonyódi várkapitány, az endrédi, a koppányi és a szemesi török őrség is. 1575-ben, a fonyódi vár eleste után, teljesen a töröké lett .
A település 1580-ban kihalt, már csak hét portát számoltak össze. A régi falu a dombon állt, az új 1710 után az úthoz közelebb épült fel. 1721-ben itt emelték fel a sövényfonásos, sárral betapasztott falú református imaházat. Ezt a tóti birtokos, Lengyel Gáspár leromboltatta, és a helyébe haranglábas katolikus templomot építtetett. Hajdan Somogytúrhoz tartozott Nagy- és Kisbabod, Tard és Berencsepuszta is.
A somogytúri klasszicista stílusú, egykori Bosnyák-kúriában élt és alkotott dr. Kunffy Lajos festőművész. A ház és a művészparkban álló egykori műterme ma múzeum. Festményeiből és személyes tárgyaiból összeállított állandó emlékkiállítás várja az érdeklődőket. Dr. Kunffy jogot végzett, államtudományi doktorátust is szerzett, ezzel párhuzamosan járt a budapesti képzőművészeti főiskolára. Tanult és kiállított Münchenben, Párizsban, ahol a Becsületrend lovagkeresztjét is megkapta. 1913-ban telepedett végleg haza. Festményein megelevenedik a magyar táj, a falusi emberek élete. Híresek a környékbeli cigányokat ábrázoló képei, de lefestette a somogytúri tiszteletes urat is. Kunffy Lajos nem csak híres művész, földbirtokos és malomtulajdonos is volt.
A 30-as években Somogytúr jelentős településnek számított, a környező puszták és kis falvak központjaként. Jelenleg a ~190 lakásában már csak ~438 fő él.
A Kunffy-emlékmúzeum mellett a Móricz Zsigmond Művelődési Házban könyvtár kínál művelődési lehetőséget.
Somogytúrnak két temploma is van:
- Az Árpád utcában a falut átszelő főútvonal mellett áll a szépen rendbe hozott református templom.
- A Kossuth utca végén emelkedő kis halomra épült a múlt század végén a római katolikus templom.

Az építés fő kezdeményezője és támogatója gróf Jankovich János szőlősgyöröki földbirtokos volt, akinek e környéken is voltak jelentős birtokai. Az Inkey család is segítette a templomépítést. A katolikus templom melletti épület egykor iskola volt.
A Balatontól mindössze néhány kilométerre fekvő településekre már nemcsak kirándulni járnak a turisták, hanem szívesen laknak is a zajos parttól távolabb eső csendes kis falvakban. A somogytúri háztulajdonosok közül mind többen kapcsolódnak be a falusi turizmusba, a lakáskiadásból befolyó összeggel egészítik ki a jövedelmet.

## Közélete

### Polgármesterei
- 1990–1994: Németh István (független)[4]
- 1994–1998: Tóth Jenő (független)[5]
- 1998–2002: Tóth Jenő (független)[6]
- 2002–2006: Müller Tibor (független)[7]
- 2006–2010: Müller Tibor (független)[8]
- 2010–2014: Müller Tibor (Fidesz-KDNP)[9]
- 2014–2019: Müller Tibor (Fidesz-KDNP)[10]
- 2019–2024: Takács János (független)[11]
- 2024– : Takács János (független)[1]

## Népesség
A település népességének változása:
| Lakosok száma | 447  | 446  | 454  | 419  | 437  | 435  | 437  |
|               | 2013 | 2014 | 2015 | 2021 | 2022 | 2023 | 2024 |

A 2011-es népszámlálás során a lakosok 92,3%-a magyarnak, 0,5% cigánynak, 1,9% németnek, 0,2% románnak mondta magát (7% nem nyilatkozott; a kettős identitások miatt a végösszeg nagyobb lehet 100%-nál). A vallási megoszlás a következő volt: római katolikus 42,1%, református 21,2%, evangélikus 0,9%, felekezet nélküli 6,5% (27,2% nem nyilatkozott).
2022-ben a lakosság 88,3%-a vallotta magát magyarnak, 2,7% németnek, 0,7% románnak, 0,2% cigánynak, 1,1% egyéb, nem hazai nemzetiségűnek (10,1% nem nyilatkozott; a kettős identitások miatt a végösszeg nagyobb lehet 100%-nál). Vallásuk szerint 34,3% volt római katolikus, 14,4% református, 0,9% görög katolikus, 0,7% evangélikus, 0,5% egyéb keresztény, 1,4% egyéb katolikus, 8,7% felekezeten kívüli (38,9% nem válaszolt).

## Nevezetességei
- Májerszky-kúria.

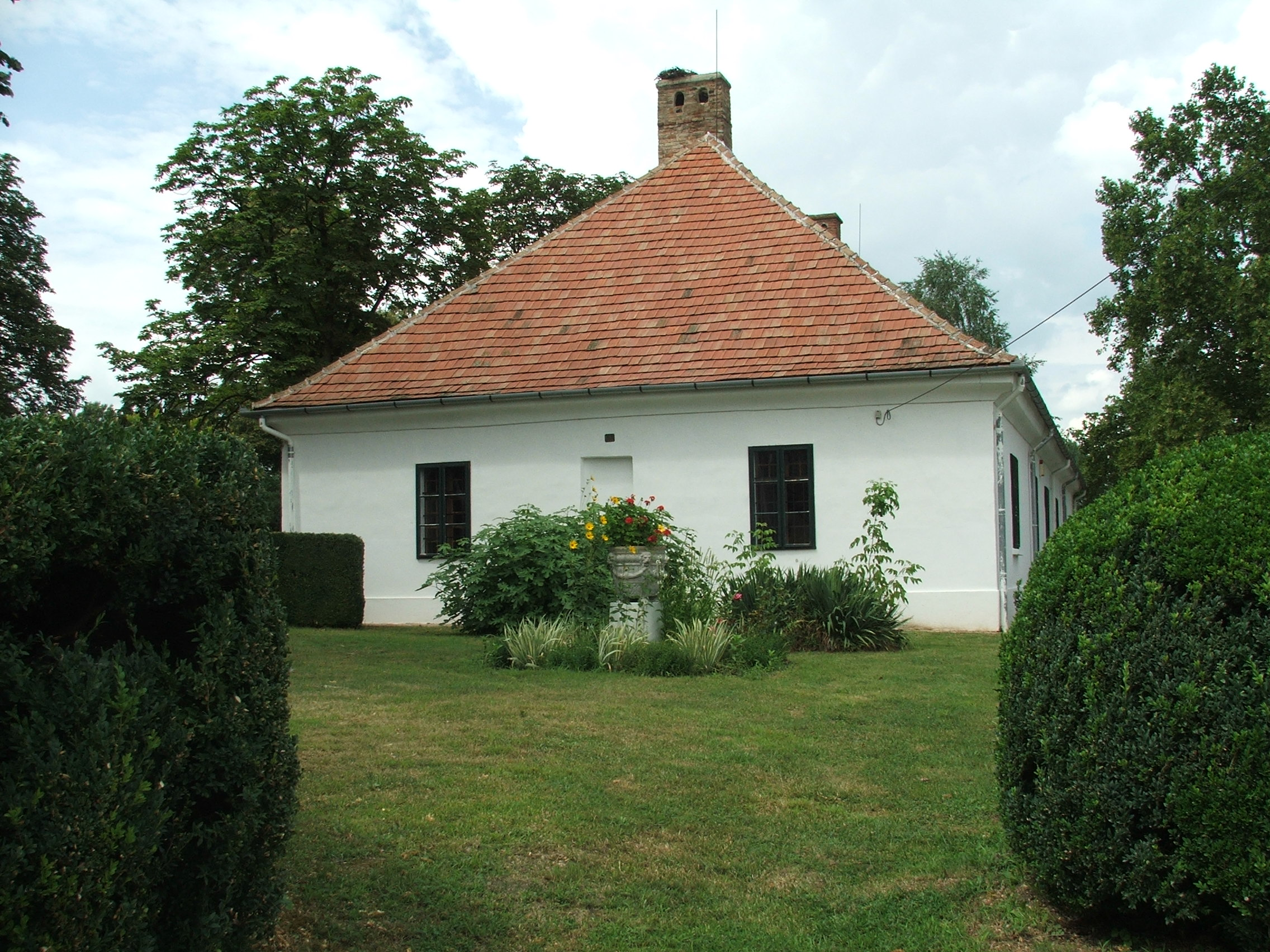
Kunffy Lajos Emlékmúzeum, volt Bosnyák-kúria

- Kunffy Lajos Emlékmúzeum, volt Bosnyák-kúria.
- A somogybabodi nemzetközi offroad fesztivál versenypályája valójában nagyrészt somogytúri területen kanyarog.

## Külső hivatkozások
- Somogytúr az utazom.com honlapján
- Európai borutak portál[halott link]